# Auguste van Pels
Auguste van Pels, född 29 september 1900 i Buer, död 9 april 1945, var en tysk-judisk flykting som gömde sig tillsammans med Anne Frank under den tyska ockupationen av Nederländerna. I Anne Franks dagbok är hon känd under det fiktiva namnet Petronella van Daan.

## Biografi
Auguste "Gusti" Röttgen föddes den 29 september 1900 i Buer, Tyskland. Familjen var judisk och tillhörde den undre medelklassen. Den 5 december 1925 gifte hon sig med Hermann van Pels (född 31 mars 1898, kallad Hermann van Daan) och de flyttade till en lägenhet i Osnabrück. Där föddes den 8 november 1926 deras ende son Peter van Pels. 
För att undfly den judiska förföljelsen flyttade familjen 1937 till Amsterdam där de bosatte sig i ett judiskt område i stadens södra del. 1938 anställdes Hermann av Otto Franks företag Pectacon och blev där expert på krydd- och korvproduktion. Familjen van Pels och familjen Frank blev snart nära vänner. År 1939 ansökte familjen om att få emigrera till Amerika, men till skillnad från Hermanns syskon avslogs deras ansökan. Ett år senare ockuperades Nederländerna och de antijudiska lagarna trädde i kraft. 
År 1942 gick familjen under jorden tillsammans med familjen Frank och där förblev de gömda till den 4 augusti 1944 då de arresterades. De skickades till Amstelveenseweg-fängelset där de stannade till den 8 augusti då de transporterades till transitlägret Westerbork. Den 3 september blev Auguste och hennes familj utvalda att skickas till Auschwitz och vid ankomsten tre dagar senare skiljdes hon för alltid från sin make och son. Hermann skall enligt uppgift ha gasats ihjäl samma dag, men enligt Otto Frank skall detta ha skett några månader senare efter att Hermann skadat sin arm vid arbete. Peter dog i Mauthausen tre dagar före befrielsen. 
Auguste sändes till ett kvinnoläger, där hon stannade till den 26 november då hon skickades till koncentrationslägret Bergen-Belsen i Tyskland. Där återförenades hon med Anne och Margot Frank, vilka redan hade varit där i ett antal veckor. Hon höll kontakten med de två systrarna tills hon evakuerades från lägret den 6 februari 1945 för att ingå i en arbetsstyrka i staden Raguhn. I april marscherade styrkan från lägret Buchenwald till Theresienstadt i Tjeckoslovakien. Enligt Röda korset skall Auguste ha dött under eller kort efter marschen. Det är säkerställt att hon inte var vid liv då Theresienstadt befriades den 8 maj 1945.